# Fernando Paggi
Fernando Paggi (3 de julho de 1914 - 14 de janeiro de 1973) foi um maestro suíço.

## Festival Eurovisão da Canção
Paggi foi o responsável por várias orquestras presentes na Eurovisão, incluindo a primeira edição do festival, o Festival Eurovisão da Canção 1956.